# Írving Ávalos
Írving Rolando Ávalos González (Tepic, Nayarit, 14 de marzo de 1991) es un futbolista mexicano que jugó por última vez en el Celaya Fútbol Club.

## Trayectoria
Ávalos salió del sistema juvenil del Guadalajara.